# Otto Karl Hartmann
Otto Karl Hartmann (* 31. Oktober 1882 in Köln-Deutz; † 22. Dezember 1945 in Berlin) war ein deutscher Versicherungsjurist.

## Leben
Otto Karl Hartmann erlangte 1902 am Gymnasium in Köln-Mülheim das Abitur. Anschließend studierte er an der Rheinischen Friedrich-Wilhelms-Universität Bonn, der Friedrich-Wilhelms-Universität Berlin und zuletzt wieder an der Universität Bonn Rechtswissenschaften. 1903 wurde er Mitglied des Corps Rhenania Bonn. 1905 legte er das Referendarexamen und 1910 das Assessorexamen ab. 1916 ging er als Regierungsassessor zum Reichsversicherungsamt, wo er 1918 zum Regierungsrat, 1921 zum Oberregierungsrat und 1943 zum Regierungsdirektor befördert wurde.
Hartmann war der Mitverfasser mehrerer Handbücher und Kommentare zum Angestelltenversicherungsgesetz und zur Reichsversicherungsordnung. Seit 1920 war er mit Margarete Neumann verheiratet, mit der er drei Söhne und eine Tochter hatte.

## Schriften
- Das Angestelltenversicherungsgesetz vom 28. Mai 1924 mit der Beitragsordnung vom 21. November 1924 und den sonstigen Ausführungsbestimmungen, Kommentar, 1925 (Zusammen mit Hermann Schulz)
- Nachtrag September 1926 zu: Das Angestelltenversicherungsgesetz vom 28. Mai 1924 mit der Beitragsordnung vom 21. November 1924 und den sonstigen Ausführungsbestimmungen, Kommentar, 1926 (Zusammen mit Hermann Schulz)
- Das Angestelltenversicherungsgesetz nach dem Stande vom Oktober 1928, Kommentar, 1928 (Zusammen mit Hermann Schulz)
- Das Angestelltenversicherungsgesetz mit sämtlichen Ausführungsbestimmungen und allen sonstigen die Angestelltenversicherung berührenden Gesetzen, Verordnungen, Bekanntmachungen und zwischenstaatlichen Verträgen nach dem neuesten Stande (1. März 1938), Kommentar, 1938 (Zusammen mit Hermann Schulz)
- Die Rentenversicherung im Sozialgesetzbuch unter besonderer Berücksichtigung der Angestelltenversicherung, Kommentar (Zusammen mit Hugo Koch)
- Handbuch der Reichsversicherung, 1925/26 – Jahrbuch für die gesamte Sozialversicherung (Zusammen mit Josef Eckert)
- Corpsgeschichte der Rhenania zu Bonn 1820-1909, 2. Auflage, 1909 (Mitverfasser)
- Mitglieder-Verzeichnis der Rhenania zu Bonn 1820–1909, 1909